# Róbert Boženík
Róbert Boženík (Terchová, 18 de noviembre de 1999) es un futbolista eslovaco que juega en la demarcación de delantero para el Stoke City F. C. de la EFL Championship de Inglaterra.

## Selección nacional
Tras jugar con la selección de fútbol sub-18 de Eslovaquia, la sub-19 y la sub-21, finalmente hizo su debut con la selección absoluta el 7 de junio de 2019 en un partido amistoso contra Jordania que finalizó con un resultado de 5-1 a favor del combinado eslovaco tras los goles de Lukáš Haraslín, Ján Greguš, Samuel Mráz, Jaroslav Mihalík y de Martin Chrien para Eslovaquia, y de Musa Al-Taamari para Jordania.

### Participaciones en Eurocopas
| Copa          | Sede     | Resultado        | Partidos | Goles |
| ------------- | -------- | ---------------- | -------- | ----- |
| Eurocopa 2020 | Europa   | Primera fase     | 0        | 0     |
| Eurocopa 2024 | Alemania | Octavos de final | 4        | 0     |

## Clubes
| Club                        | País         | Año       | Partidos | Goles |
| --------------------------- | ------------ | --------- | -------- | ----- |
| MŠK Žilina "B"              | Eslovaquia   | 2016-2018 | 24       | 7     |
| MŠK Žilina                  | Eslovaquia   | 2018-2020 | 58       | 19    |
| Feyenoord                   | Países Bajos | 2020-2021 | 28       | 4     |
| Fortuna Düsseldorf (cedido) | Alemania     | 2021-2022 | 21       | 2     |
| Boavista F. C.              | Portugal     | 2022-2025 | 95       | 19    |
| Stoke City F. C.            | Inglaterra   | 2025-     |          |       |